# Augustusburg
Augustusburg település Németországban, azon belül Szászország tartományban. Lakosainak száma 4482 fő (2023. december 31.). Augustusburg Flöha és Grünhainichen községekkel határos.

## Fekvése
Chemnitztől keletre, Flöhától 7 km-re fekvő település.

## Története
A település a 12. századbeli, 516 méter magasan épült Schellenberg várának lábánál jött létre a középkorban, majd a 15. század körül városjogot is kapott.
A vár egy a környéket uraló magaslat platóján épült fel, helyén most szászország egyik reneszánsz ékessége Augsburg kastélya áll. A kastély építése Ágost választófejedelem parancsára 1567-ben kezdődött, s a reneszánsz stílusú épületet 1573-ra nagyrészt be is fejezték. A kastély Hyeronimus Lotter lipcsei mester tervei szerint épült, több kiváló kőfaragó és szobrász; így Paul Wiedermann, Nickel Hofman, Nikolaus Groman részvételével épült.
A kastély jellegében fejedelmi rezidencia, 12 teremmel, 76 szobával 93 kisebb mellékhelyiséggel és 3 konyhával rendelkezik. Alaprajza 86x86 méteres négyzet, egy keleti oldalon hozzáépített kápolnarésszel.
A keleti szárnyhoz csatlakozó kastélykápolna (Schlosskapelle) 1572-ben épült. Építészetileg a kastély legszebb része. A gazdagon díszített kápolna oltára 1571-ből való, művészi értékű festménye ifjabb Lucas Chranachnak Ágost választófejedelmet ábrázolja népes családja körében.
A város számottevő műemléke még a Szent Péter templom (St. Peter-Kirche), melyben értékes műkincs egy 16. századból való Krisztus festmény található.

## Galéria

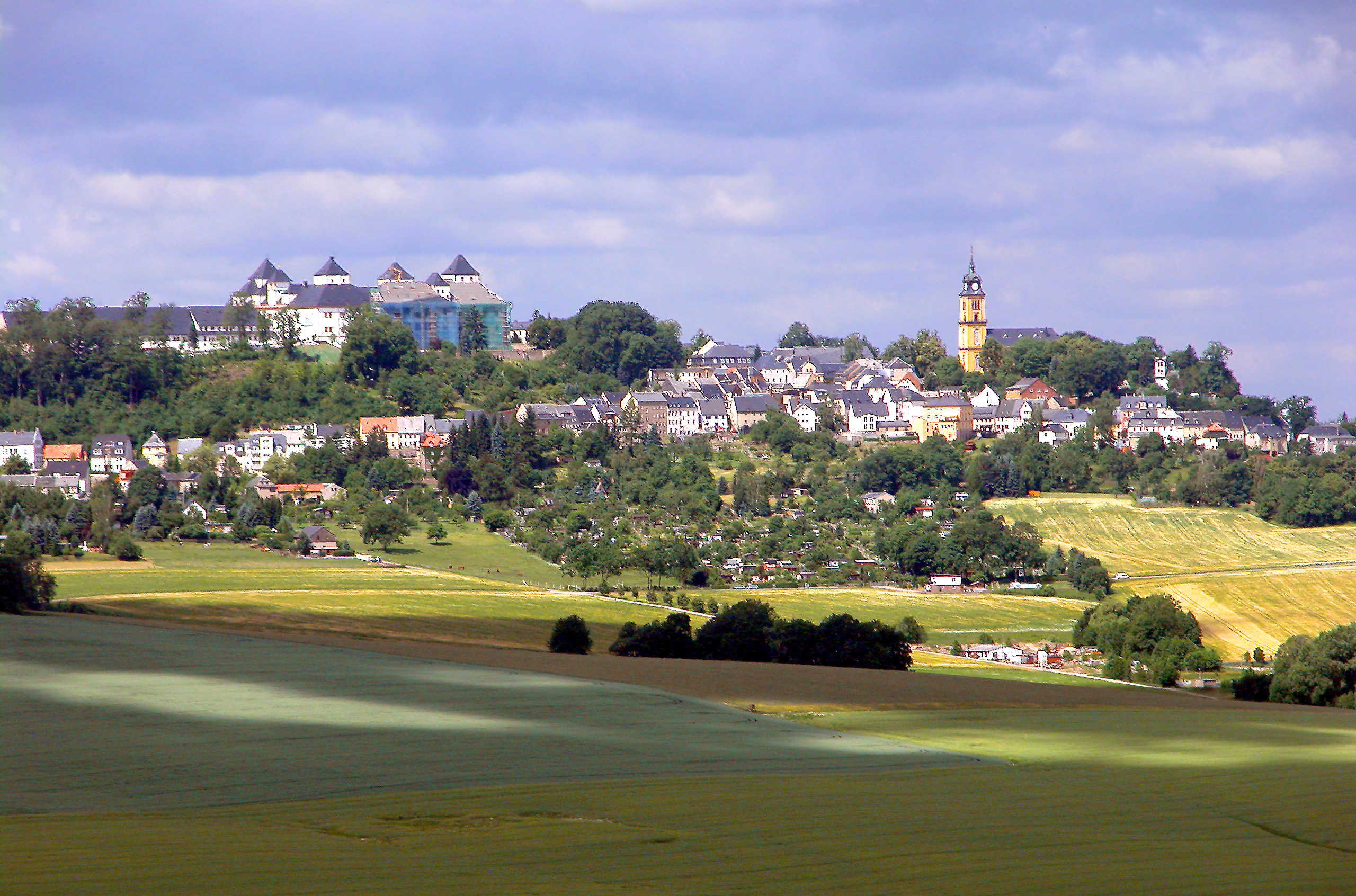
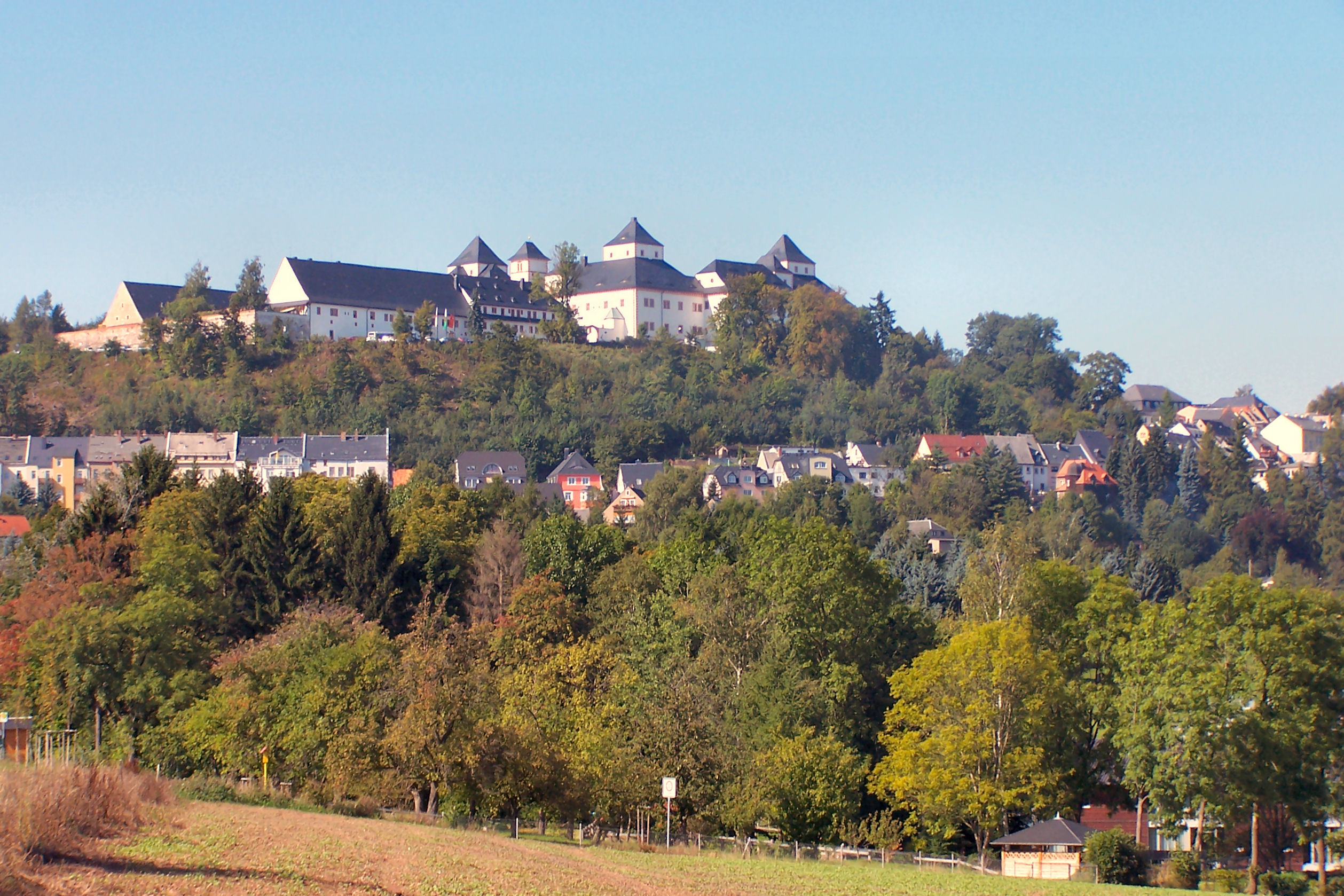
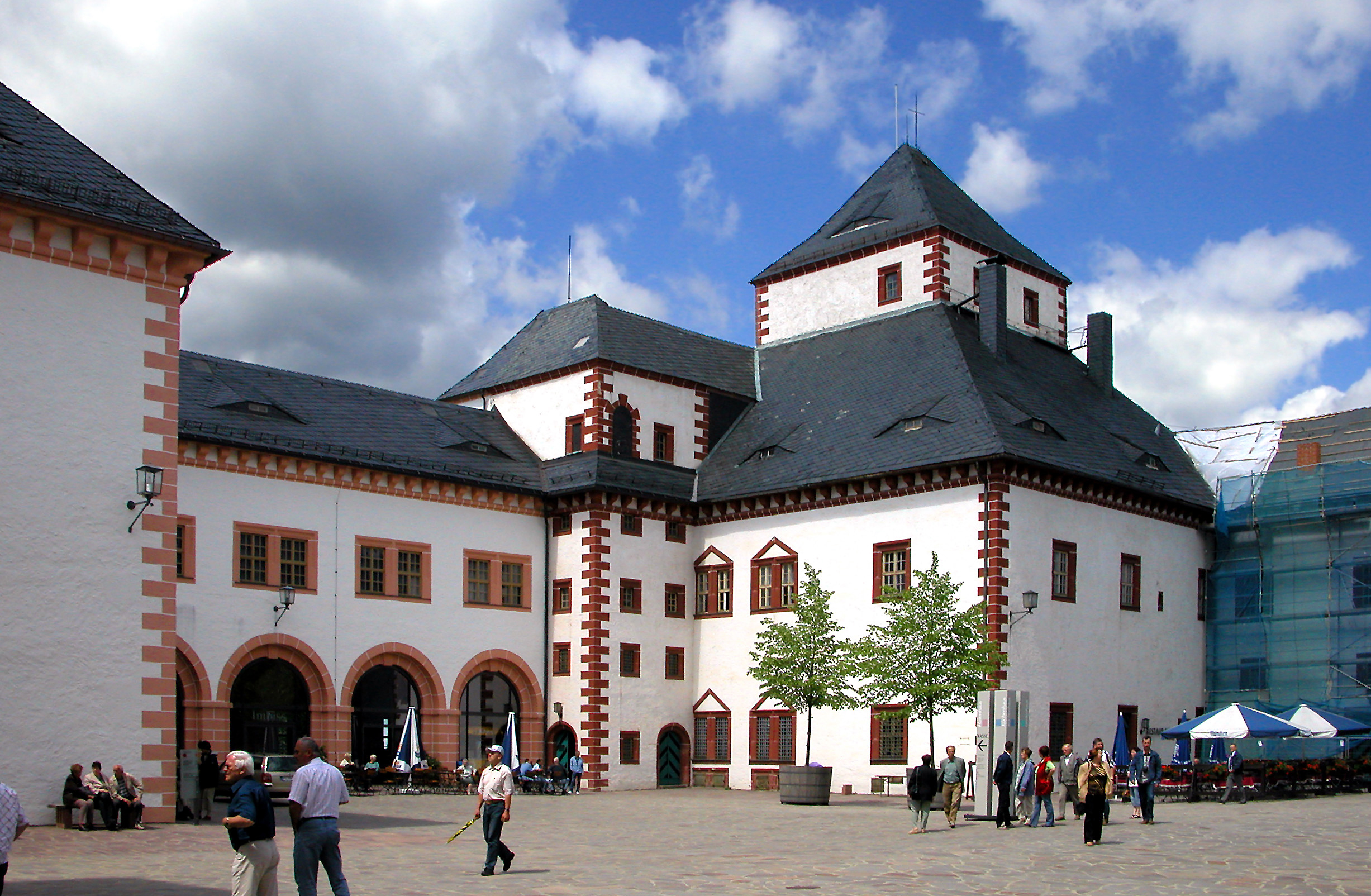
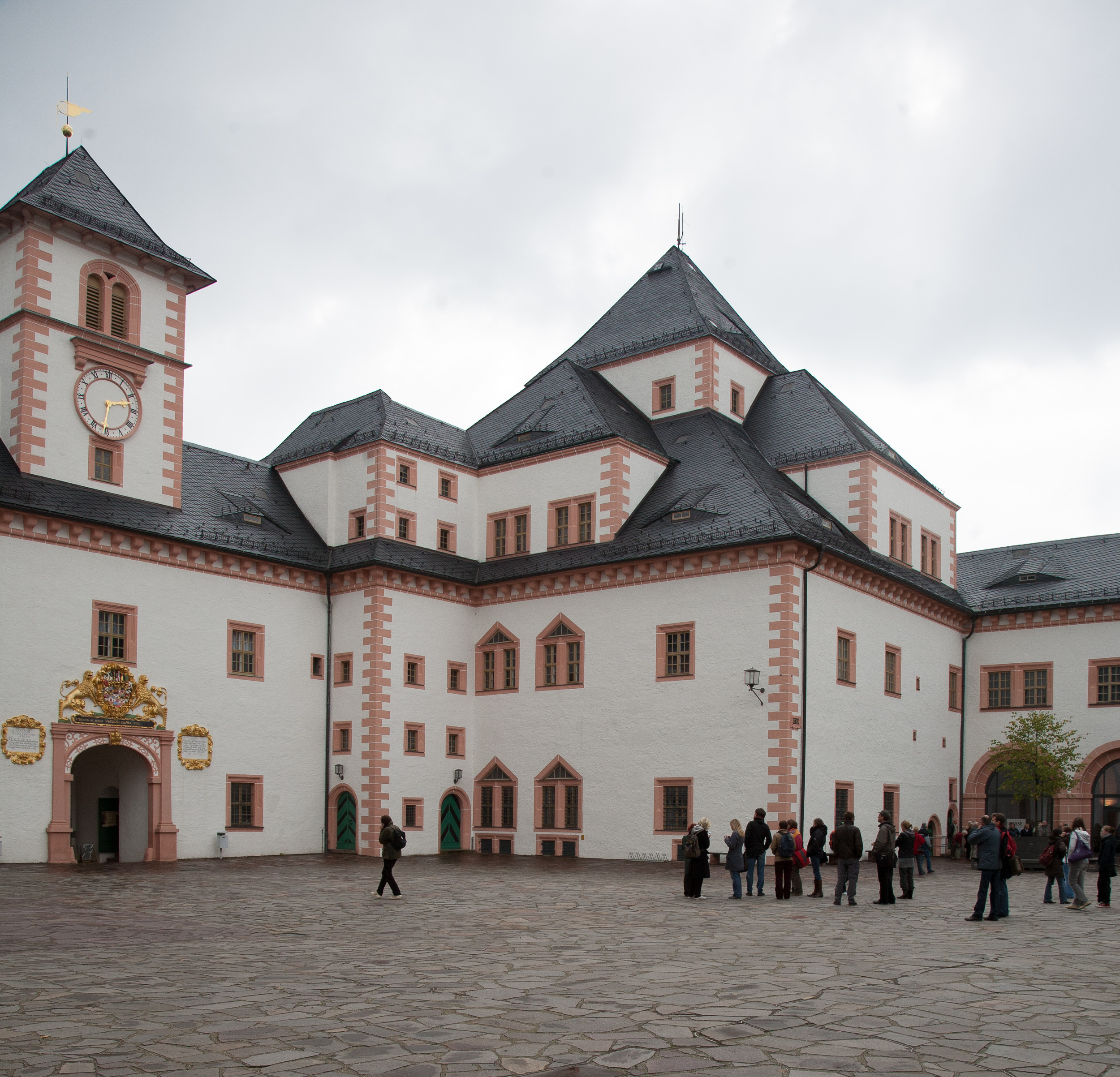
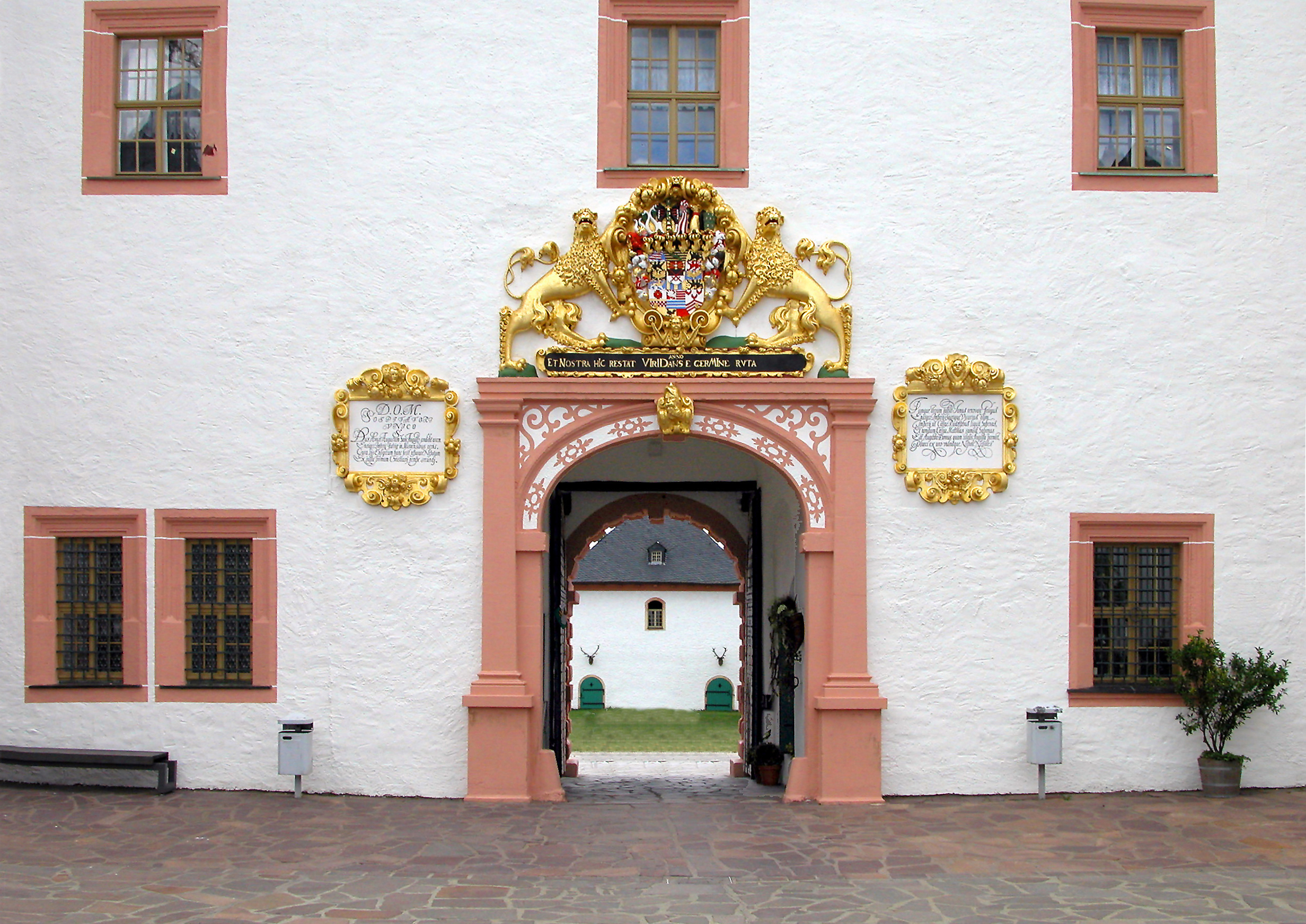
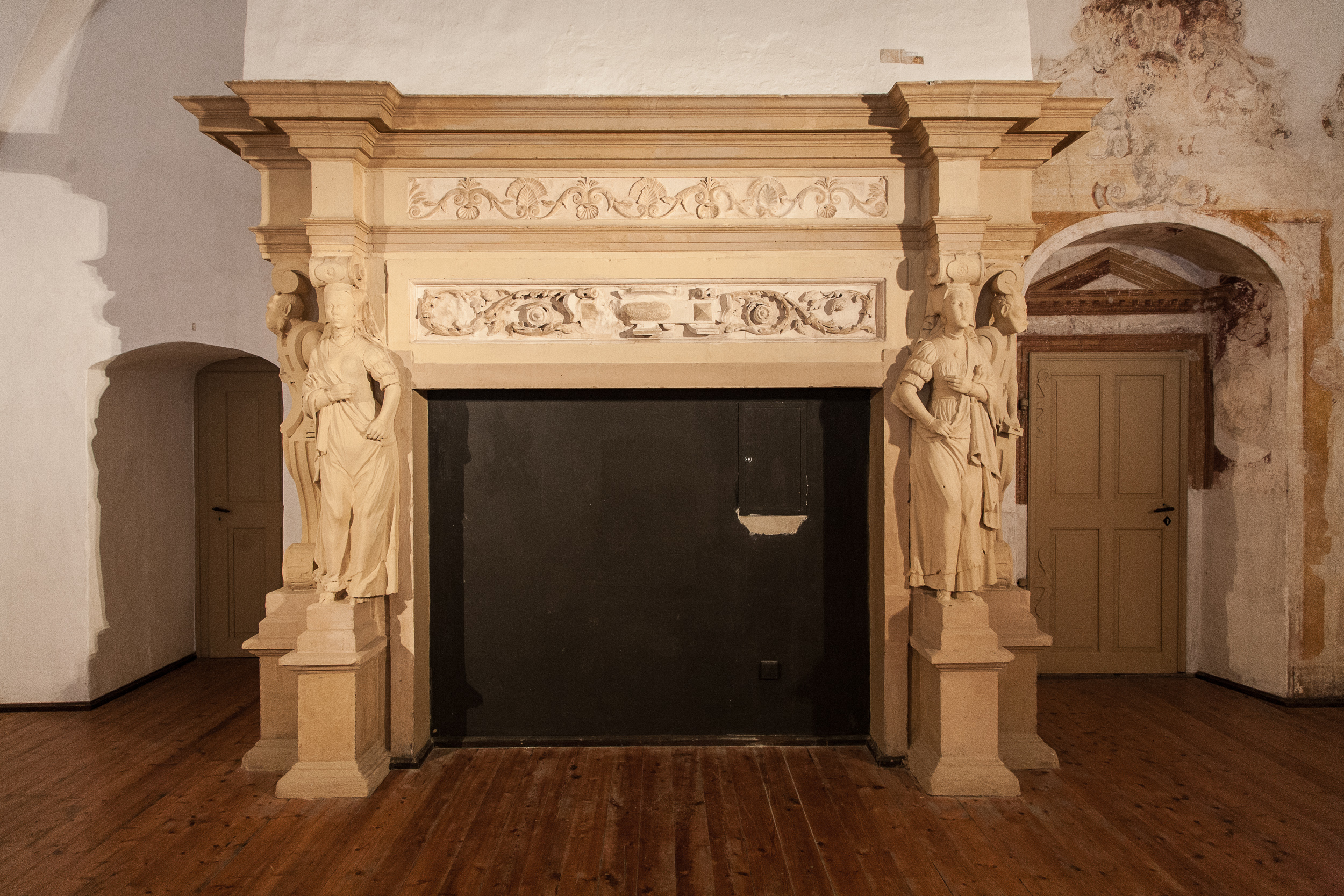
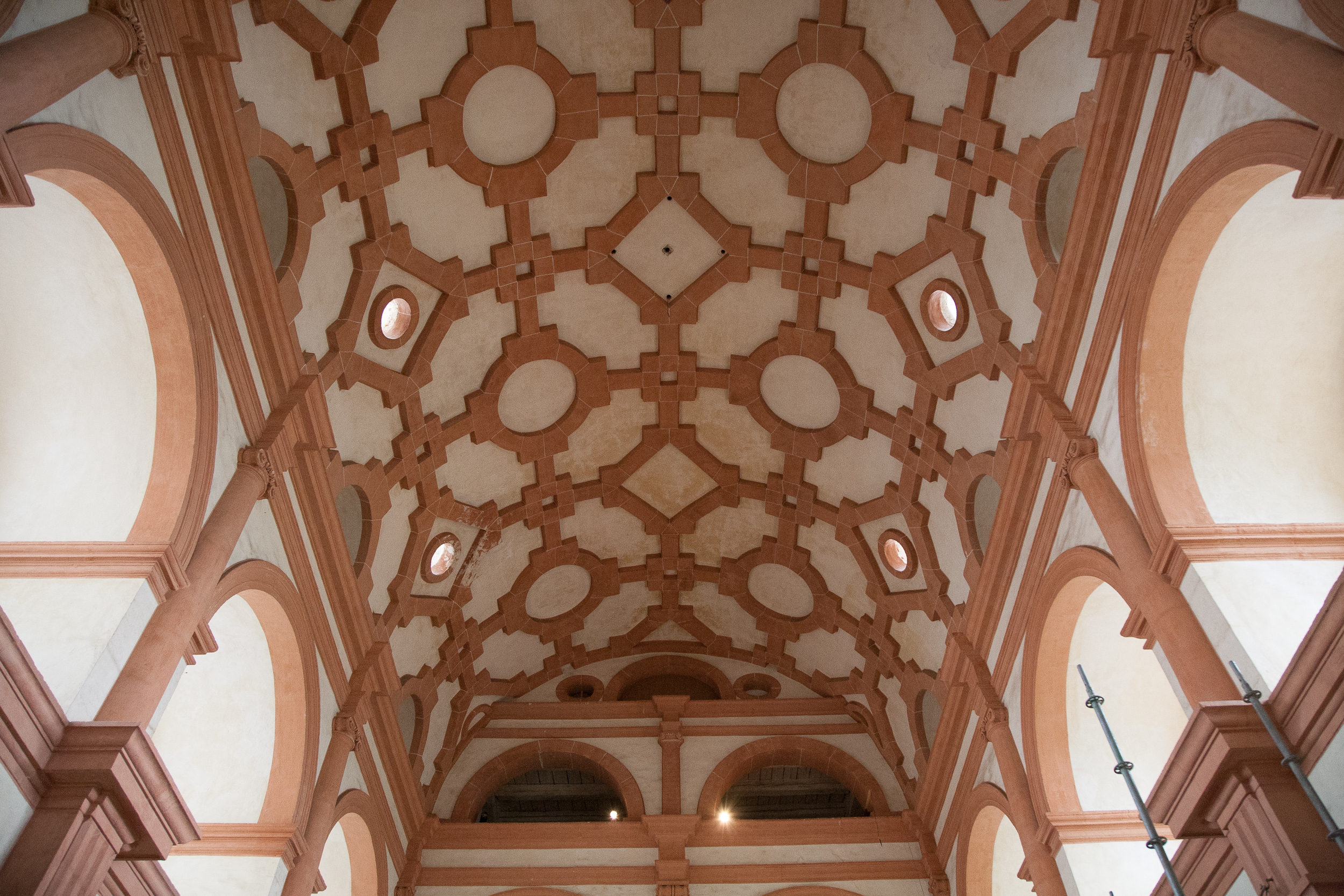
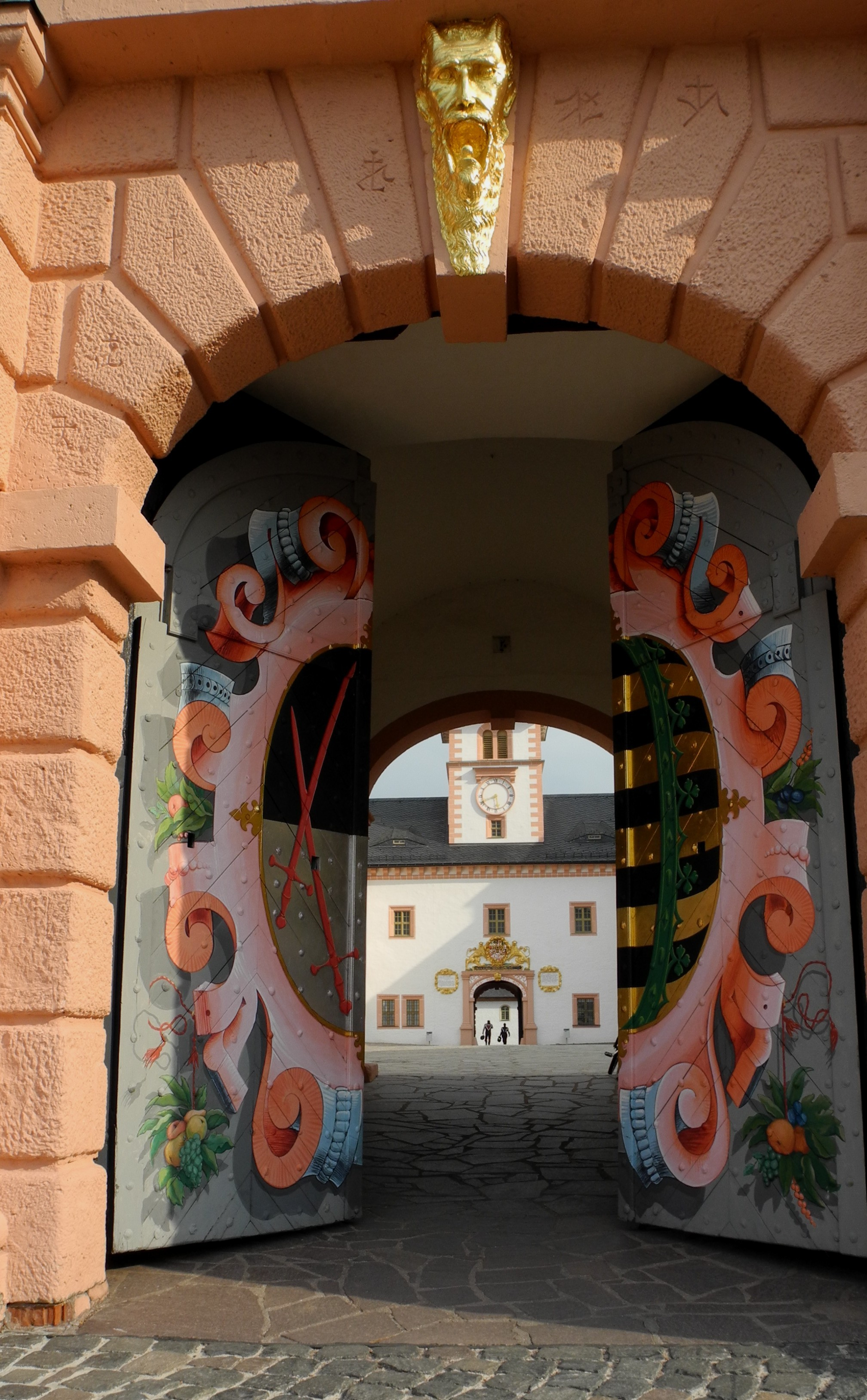
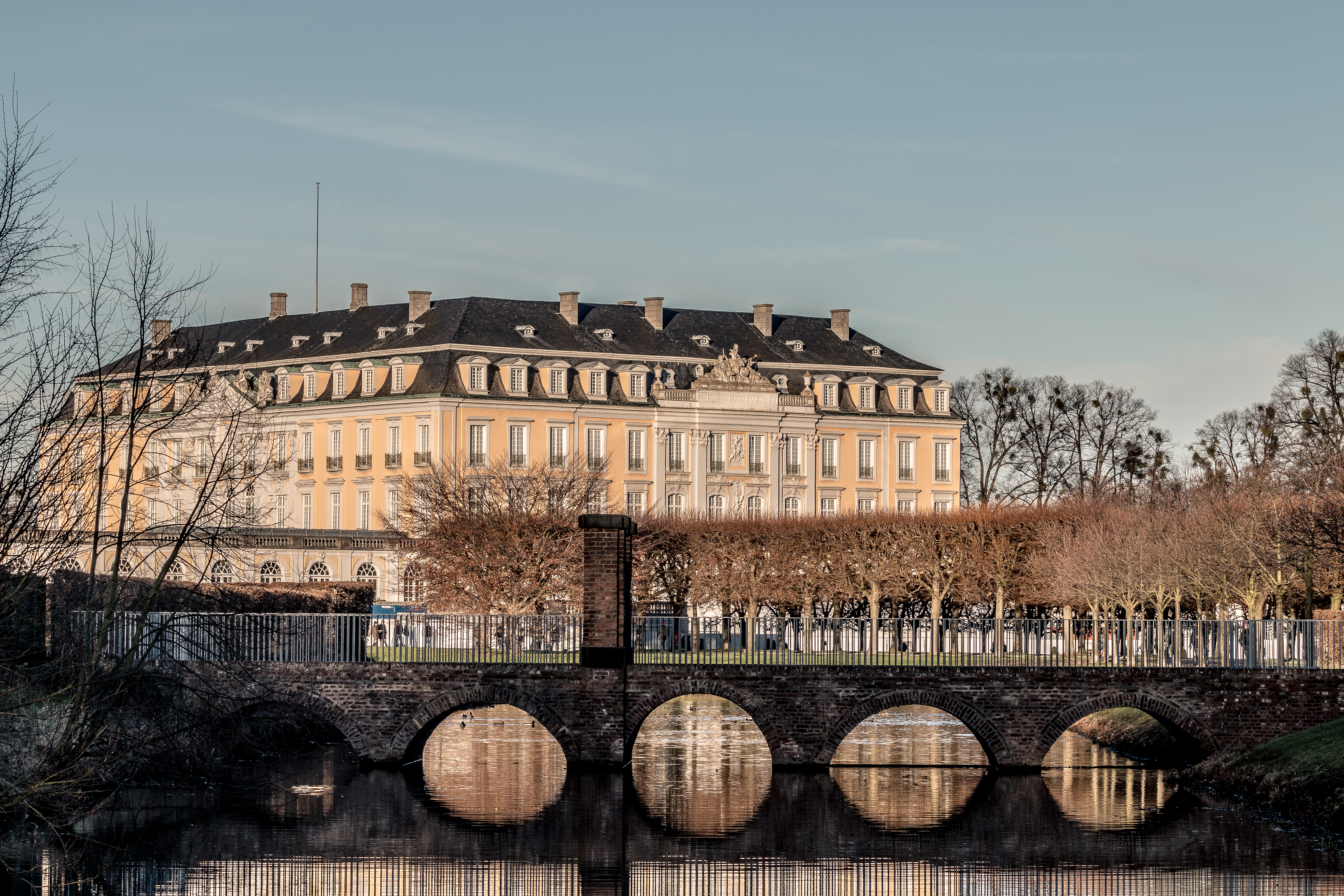
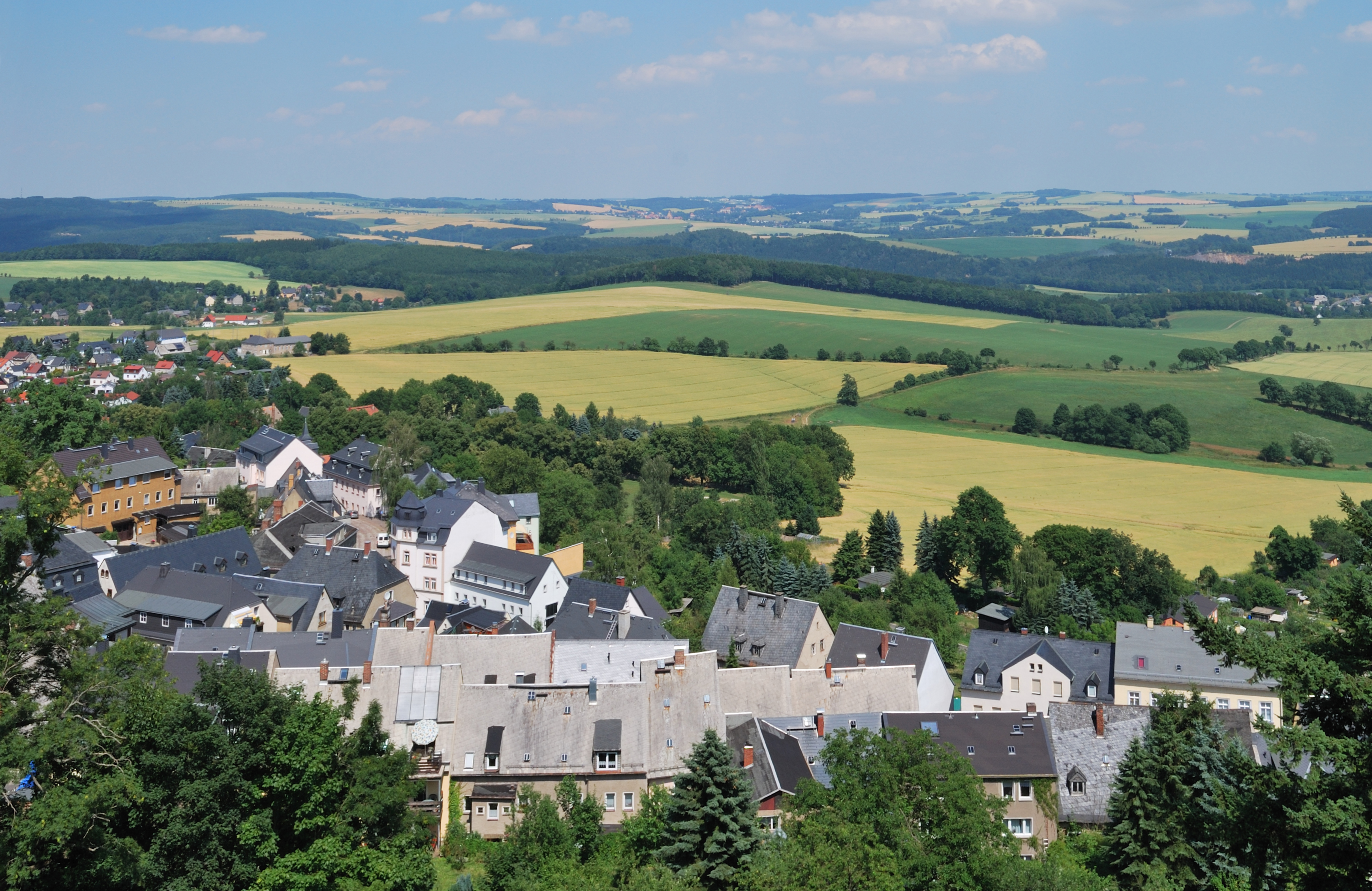
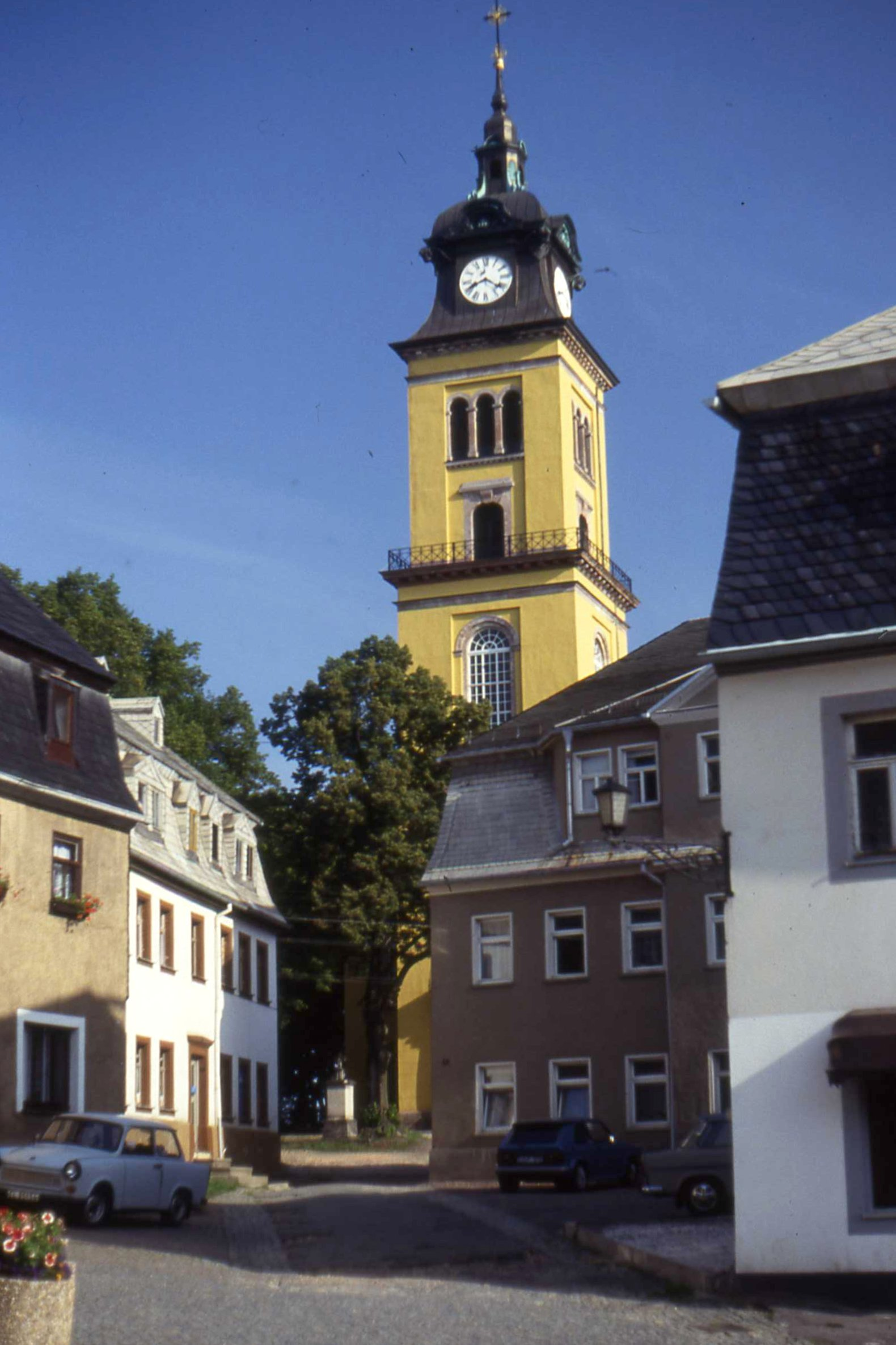
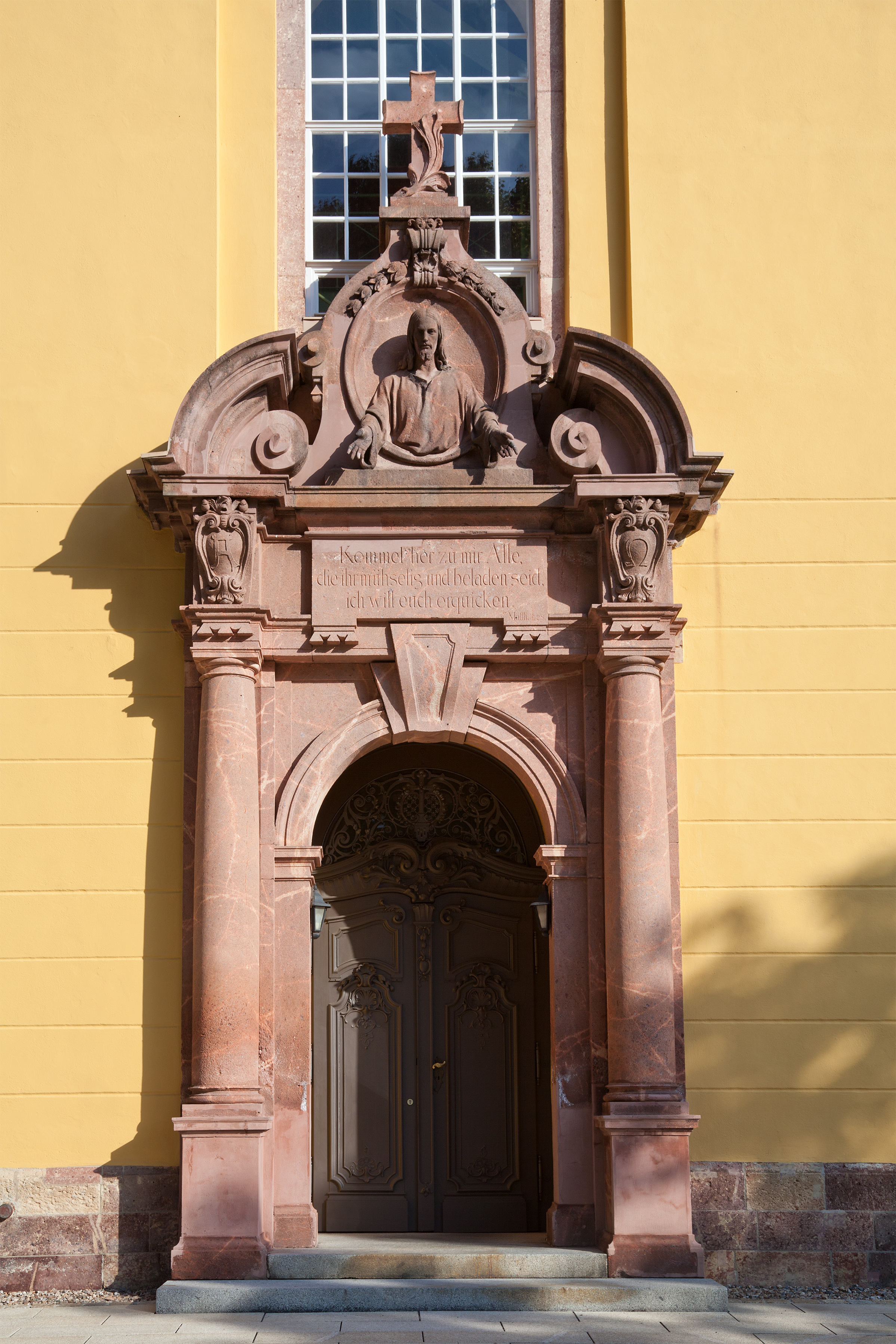
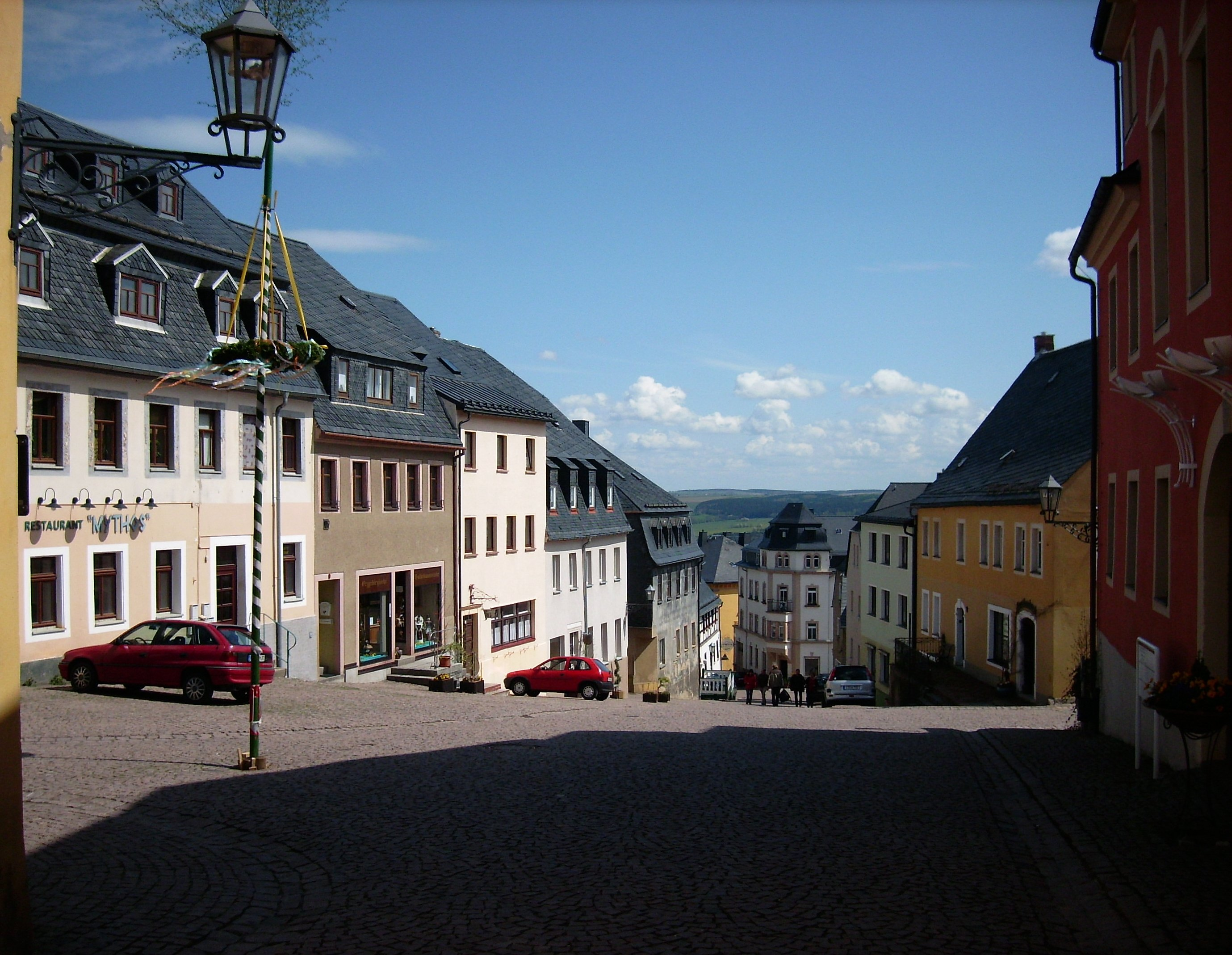
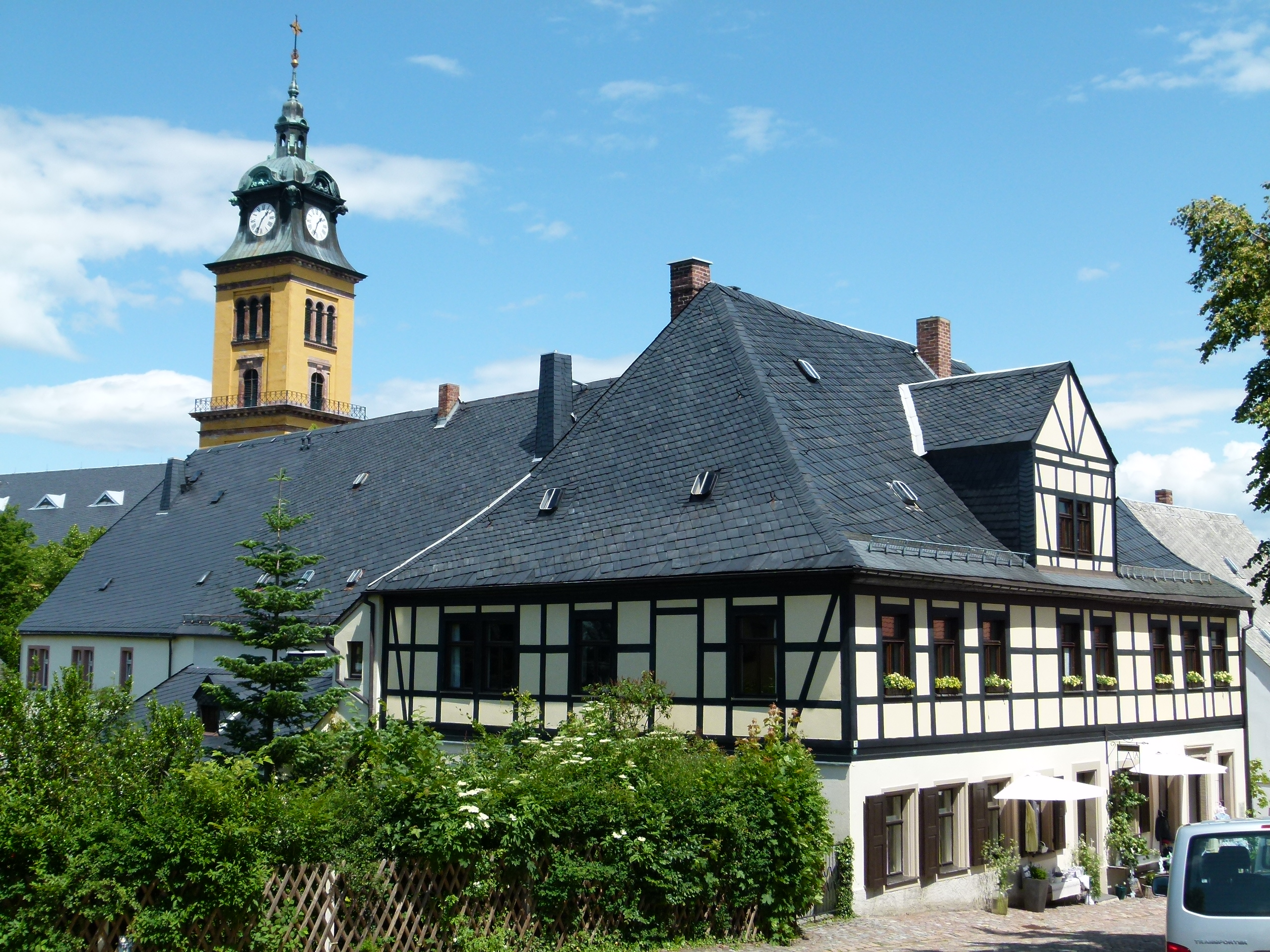
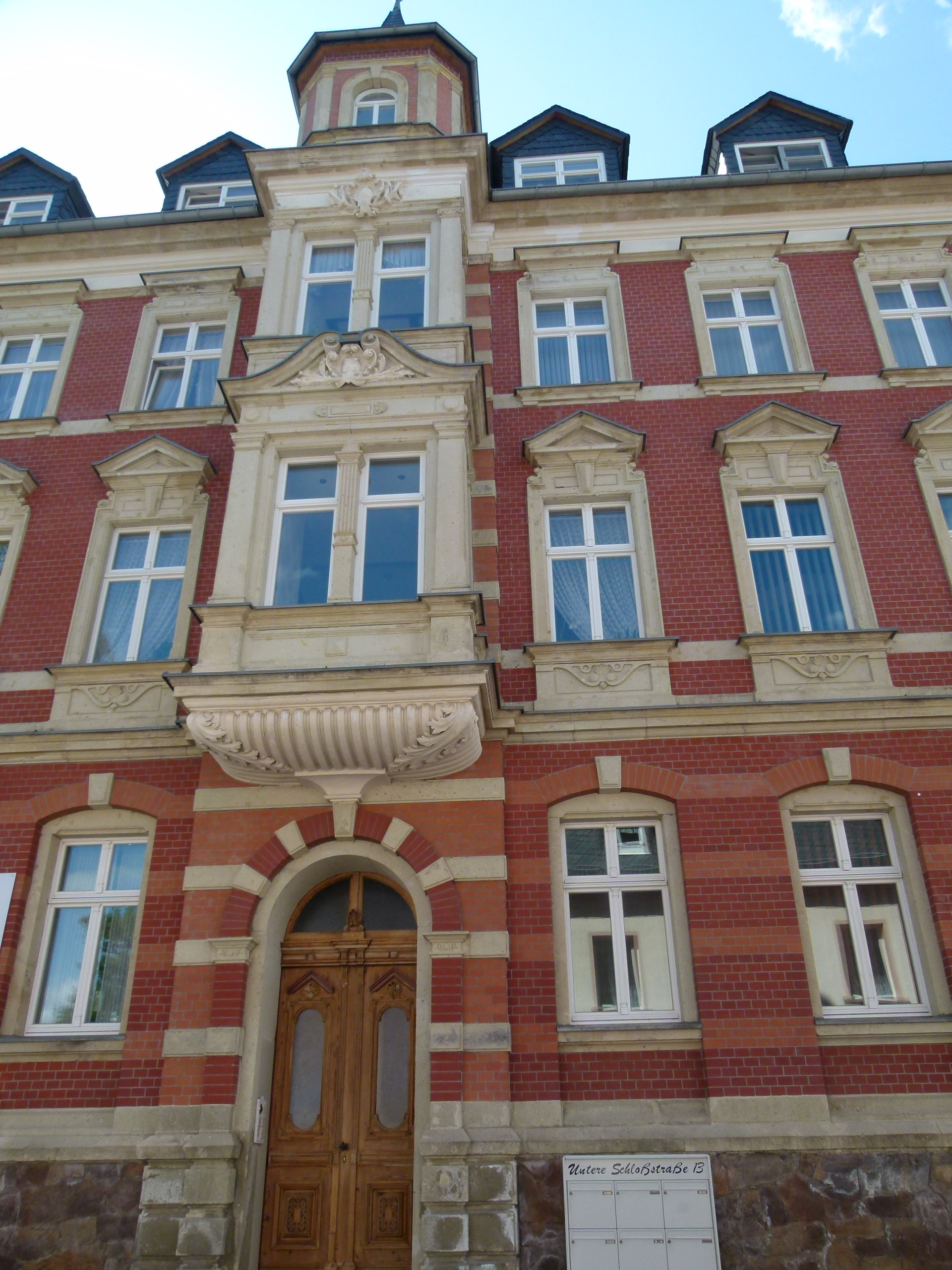
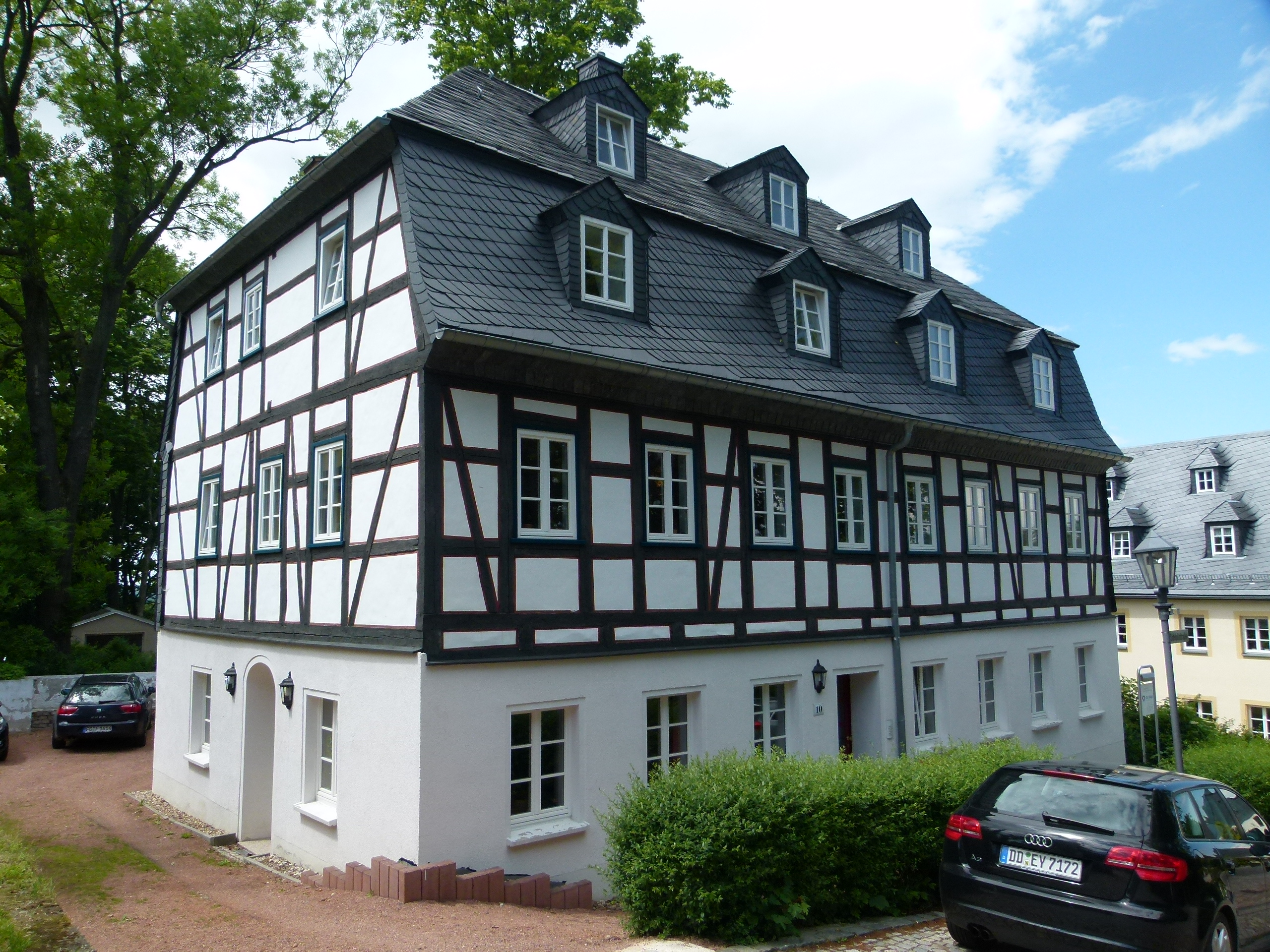
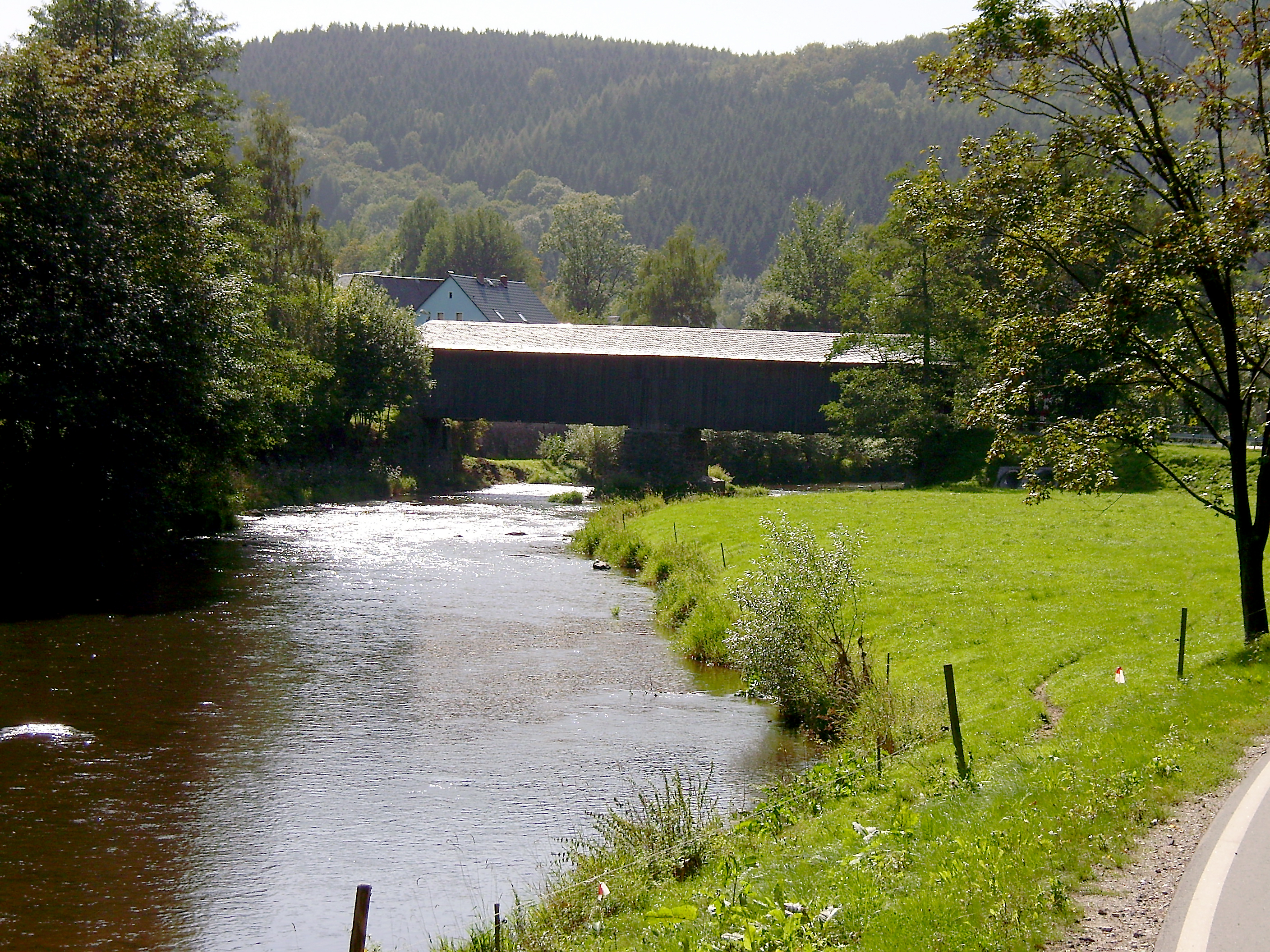
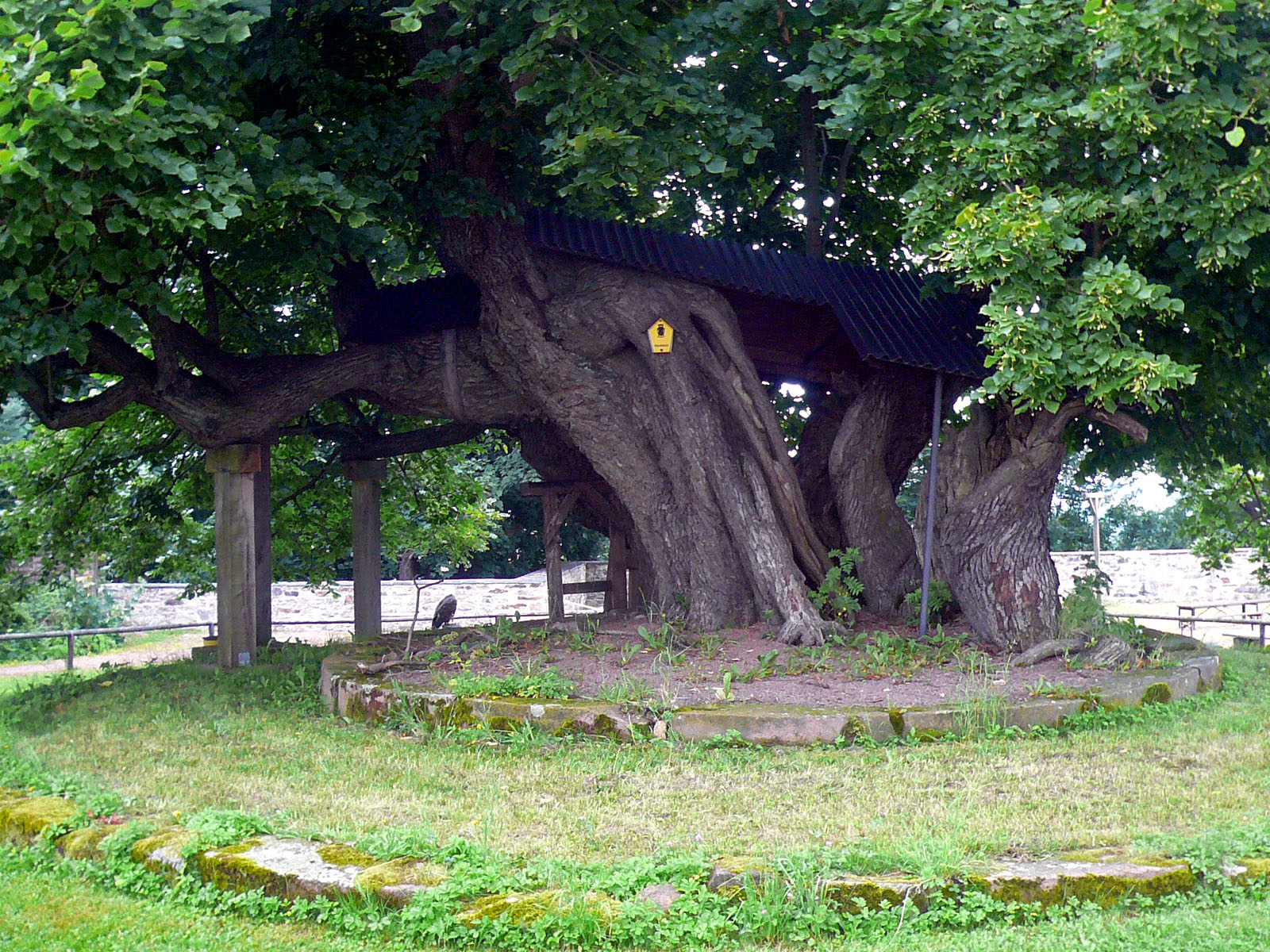
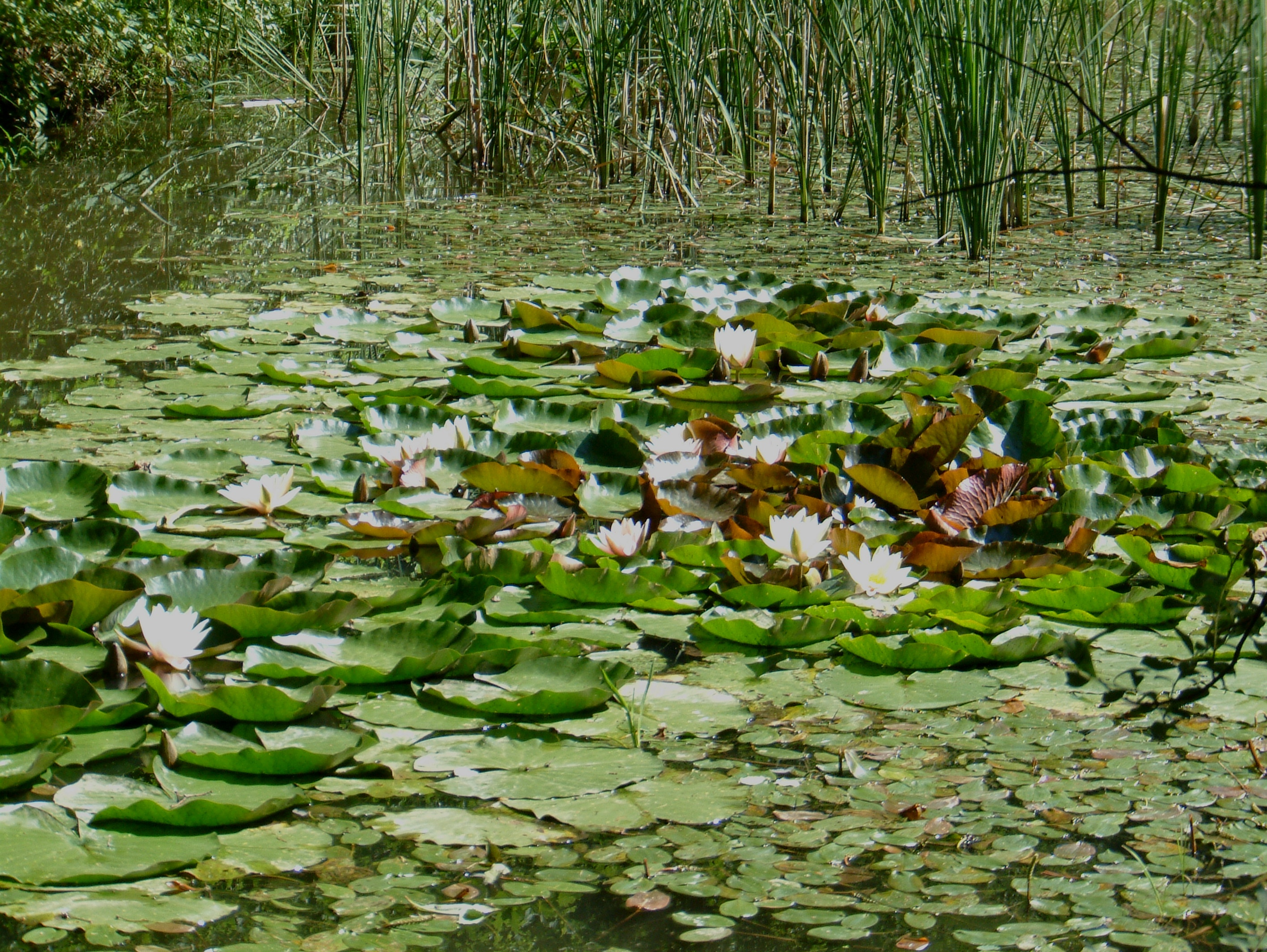

## Nevezetességek
- Augsburg kastélya
- Szent Péter templom

## Népesség
A település népességének változása:
| Lakosok száma | 4581 | 4538 | 4513 | 4492 | 4495 | 4482 |
|               | 2015 | 2017 | 2019 | 2021 | 2022 | 2023 |